# 레슬리 니콜
레슬리 니콜(영어: Lesley Nicol, 1953년 8월 7일 ~ )은 잉글랜드의 배우이다.